# Френсіс Леопольд Мак-Клінток
Фре́нсіс Леопо́льд Мак-Клі́нток (англ. Francis Leopold McClintock, 8 липня 1819 — 17 листопада 1907) — британський полярний дослідник, адмірал.

## Життєпис
Народився в Дандолку (Ірландія) 8 липня 1819 року. 1831 року вступив до Королівського військово-морського флоту волонтером.
У 1848—1849 роках брав участь в експедиції Джеймса Росса до протоки Барроу. У 1849—1851 роках перебував у загоні Гораціо Остіна і під час зимівлі на острові Принца Уельського здійснив багато санних поїздок загальною протяжністю 1300 км, причому вперше в практиці західноєвропейських полярників використовував ескімоські нарти зі собачою упряжкою. На острові Бічі він виявив перший зимовий табір Франкліна. Під час цих поїздок першим обстежив і наніс на карту всю берегову лінію острова Мелвілл.
У 1852—1854 роках перебував в ескадрі Едварда Белчера і, рухаючись на захід, дістався острова Мелвілл. Відділившись від Белчера, Мак-Клінток здійснив тривалу санну поїздку загальною протяжністю 2200 км, причому простежив і описав 1200 км берегової лінії кількох островів, незалежно від Мечема відкрив острів Прінс-Патрік. Після повернення в Англію, нарівні з іншими учасниками експедицій Белчера і МакКлура був відданий суду, але виправданий і нагороджений грошовою премією.
1857 року здійснив четверту подорож до Канадської Арктики. Цього разу командував HMS Fox і через несприятливу льодову обстановку провів першу зимівлю на Баффіновій Землі. Наступного року пройшов через протоку Ланкастер і далі зазимував у протоці між півостровом Бутія та островом Сомерсет. Звідти здійснив санну поїздку на південь, де на острові Кінг-Вільям виявив стоянку Франкліна та його єдине письмове повідомлення, що пояснює причини загибелі експедиції. Ці відомості доповнено опитуванням тамтешніх ескімосів і долю експедиції Франкліна остаточно з'ясовано.
Свою останню подорож описав у книзі Подорож Фокса в арктичних морях: розповідь про відкриття долі сера Джона Франкліна та його супутників (англ. The Voyage of Fox in Arctic Seas: Narrative of Discovery of Fate of Sir John Franklin and His Companions; Лондон, 1859). Згодом Руал Амундсен здійснив своє плавання Північно-Західним проходом, керуючись даними Мак-Клінтока та Белчера.
Після закінчення подорожей продовжив службу в Королівському військово-морському флоті і 1884 року вийшов у відставку в чині адмірала.
Помер 17 листопада 1907 року в Лондоні.
У 1871—1874 роках досвід санних походів Мак-Клінтока використав Юліус Пайєр при дослідженні Землі Франца-Йосифа і назвав на його честь один із відкритих островів.

## Звання
- Лейтенант (29 липня 1845)
- Коммандер (11 жовтня 1851)
- Капітан (21 жовтня 1854)
- Контр-адмірал (1 жовтня 1871)
- Віцеадмірал (5 серпня 1877)
- Адмірал (7 липня 1884)